# Jan Kropholler
Jan Kropholler (* 23. August 1938 in Dresden; † 16. Januar 2009 in Hamburg) war ein deutscher Rechtswissenschaftler. Er war von 1967 bis 2003 Mitarbeiter am Max-Planck-Institut für ausländisches und internationales Privatrecht und von 1990 bis 2003 Inhaber eines Lehrstuhls an der Universität Hamburg.

## Leben

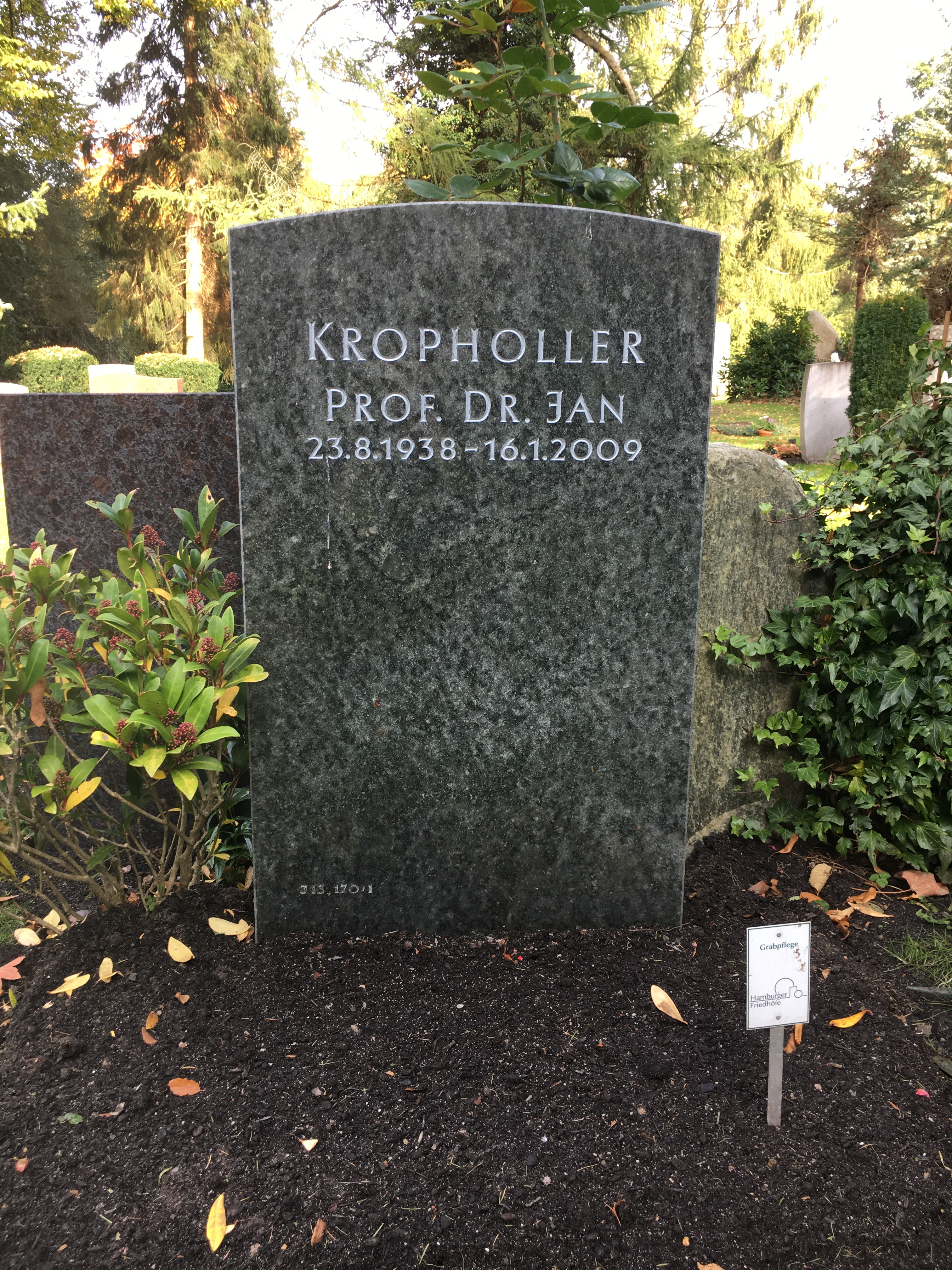
Grabstätte auf dem Friedhof Ohlsdorf

Kropholler wurde am 23. August 1938 als einziges Kind von Hermine und Alexander Kropholler in Dresden geboren und wuchs in Hannover auf. Er promovierte 1965 an der Universität München. Ab 1967 arbeitete er zunächst als wissenschaftlicher Assistent, später als Referent am Max-Planck-Institut für ausländisches und internationales Privatrecht in Hamburg, dem er bis zu seiner Pensionierung im Jahr 2003 angehörte. 1974 wurde er von der juristischen Fakultät der Universität München habilitiert und erhielt 1980 einen Ruf auf den Lehrstuhl für Bürgerliches Recht, Internationales Privatrecht und Rechtsvergleichung an die Universität Passau, den er ablehnte. 1986 wurde er nach Hamburg umhabilitiert und war seit 1990 Professor an der Universität Hamburg. Kropholler war von 1962 bis zu seinem Tod am 16. Januar 2009 mit Bärbel, geb. Fischer, verheiratet und hatte einen Sohn, Alexander, geb. 1975.
Er war unter anderem Mitglied des Deutschen Rates für Internationales Privatrecht (seit 1980), der Wissenschaftlichen Vereinigung für Internationales Verfahrensrecht und der Deutschen Gesellschaft für Völkerrecht.
Seine Grabstätte befindet sich auf dem Friedhof Ohlsdorf. Sie liegt im Planquadrat J 13 nördlich von Kapelle 4.

## Werk
Krophollers Forschungsschwerpunkte waren das Internationale Privat- und Verfahrensrecht, Europäisches Zivilprozeßrecht und das Internationale Einheitsrecht. Er war Mitglied der Redaktion von Rabels Zeitschrift für ausländisches und internationales Privatrecht und betreute die Entscheidungssammlung Die deutsche Rechtsprechung auf dem Gebiete des Internationalen Privatrechts.

## Veröffentlichungen
- Internationales Privatrecht. Einschließlich der Grundbegriffe des internationalen Zivilverfahrensrechts. 6. neubearbeitete Auflage. Mohr Siebeck, Tübingen 2006, ISBN 3-16-148923-3.